# Michael Massee
Michael Groo Massee (Kansas City, Misuri, 1 de septiembre de 1952 - Los Ángeles, California, 20 de octubre de 2016) fue un actor de cine y televisión estadounidense, que se caracterizó por interpretar papeles en su mayoría de villanos.

## Carrera

### The Crow: La muerte de Brandon Lee
Massee es conocido mayormente por interpretar al personaje Funboy en la película The Crow en 1994; y siendo tristemente célebre por ser quien accidentalmente mató al protagonista de esta, Brandon Lee, durante el rodaje de dicha película de un disparo con una pistola; que se suponía era de fogueo.  La película y el incidente lo hicieron famoso, aunque Massee aseguró que jamás vio la película por el hecho y reconoció en una entrevista en el año 2005: "Creo que uno nunca puede recuperarse de algo así". Estaba tan traumatizado por el incidente, que regresó a Nueva York y se tomó un año de descanso de la actuación.

### Regreso a la actuación
En 1995, regresó a la actuación interpretando al policía Newton en Tales from the Hood. Él además aparece en la serie de televisión 24 como el villano Ira Gaines. También apareció en The Game y Carretera perdida.
Proporcionó la voz de Bruce Banner para la película animada Ultimate Avengers, así como la secuela Ultimate Avengers 2. Apareció en la película Seven junto a Brad Pitt y Morgan Freeman, en Lost Highway de David Lynch como Andy, interpretó a Lucius Belyakovin en la serie de HBO, Carnivàle, y fue estrella invitada en el episodio de Los Expedientes Secretos X «The Field Where I Died». También apareció en 2005 en la miniserie de NBC Revelations como el principal antagonista. En 2006, fue la estrella invitada en la serie C.S.I Las Vegas, interpretando un asesino en serie en el corredor de la muerte. También como estrella invitada en Law & Order: Criminal Intent, como una estrella de rock. Apareció en la serie de televisión FlashForward como el villano Dyson Frost. Apareció como un cazador, Kubrick, en la serie Supernatural en 2007. También apareció en las series The Blacklist, Alias y House.
Massee ha retratado al asesino en serie Charles Hoyt en las dos primeras temporadas de la serie de televisión Rizzoli & Isles. En 2012 desempeñó el papel de Gustav Fiers (alias El caballero) en The Amazing Spider-Man y repitió el papel en la secuela de 2014, The Amazing Spider-Man 2: Rise of Electro.

### Vida personal y fallecimiento
Michael Massee se casó en 1997 con Ellen Sussdorf, y tuvieron dos hijos Jack y Lily. El matrimonio poseía una boutique de ropa en Los Ángeles. Massee murió el 20 de octubre de 2016, de cáncer de estómago a los 64 años.

## Filmografía parcial
- My Father is Coming (como Joe)
- The Crow (como Funboy)
- À la folie (sin acreditar)
- Tales from the Hood (como Newton)
- Home of Angels (como Detective Baines)
- The Marshal (como Stanley, episodio 1)
- Sahara (como Leroux)
- Seven (como Hombre en la cabina)
- The Low Life (como Bartender)
- Burnzy's Last Call (como Luke)
- Picket Fences (episodio 1)
- Criminal Minds (como asesino en serie en el corredor de la Muerte)
- An Unfinished Affair (como Dwight Bennett)
- Guy (como Mark)
- Rizzoli & Isles (como "Dr." Charles Hoyt)
- The Amazing Spider-Man (como Gustav Fiers)
- The Amazing Spider-Man 2: Rise of Electro (como Gustav Fiers)
- CSI: Crime Scene Investigation  (Temporada 12 Episodio 8, como el Detective Stanley Richardson)